# Pseudelasma curticornis
Pseudelasma curticornis là một loài bọ cánh cứng trong họ Cerambycidae.